# مهرزاد معدنجي
مهرزاد معدنتشي أردكاني ((بالفارسية: مهرزاد معدنچی)؛ مواليد 10 يناير 1985 في شيراز في إيران) هو لاعب كرة قدم إيراني لعب مؤخراً لنادي فجر سباسي.
بدأ مسيرته الكروية مع نادي فجر سباسي في عام 2002، ولعب معهم حتى عام 2005، وفي عام 2005 انتقل إلى نادي برسبوليس، ولعب معهم حتى عام 2007، وشارك معهم في 54 مباراة وسجل 12 هدف، وفي عام 2007 نتقل للعب مع نادي الشعب الإماراتي.

## المسيرة الدولية
و قد بدأ باللعب مع منتخب إيران لكرة القدم في عام 2003.

### الأهداف الدولية
تأتي نتيجة وحصيلة إيران من الأهداف أولاً.
| # | التاريخ        | المكان                | الخصم           | النتيجة | الحصيلة | المنافسة             |
| - | -------------- | --------------------- | --------------- | ------- | ------- | -------------------- |
| 1 | 22 فبراير 2006 | ملعب آزادي، طهران     | تايوان          | 2–0     | 4–0     | تصفيات كأس آسيا 2007 |
| 2 | 22 فبراير 2006 | ملعب آزادي، طهران     | تايوان          | 3–0     | 4–0     | تصفيات كأس آسيا 2007 |
| 3 | 31 مايو 2006   | ملعب آزادي، طهران     | البوسنة والهرسك | 1–2     | 5–2     | ودية                 |
| 4 | 2 يوليو 2007   | ملعب آزادي، طهران     | جامايكا         | 2–0     | 8–1     | ودية                 |
| 5 | 2 يوليو 2007   | ملعب آزادي، طهران     | جامايكا         | 5–0     | 8–1     | ودية                 |
| 6 | 1 أبريل 2009   | ملعب آزادي، طهران     | السنغال         | 1–1     | 1–1     | ودية                 |
| 7 | 2 يناير 2010   | ملعب نادي قطر، الدوحة | كوريا الشمالية  | 1–0     | 1–0     | كأس قطر للصداقة 2010 |
| 8 | 6 يناير 2010   | الملعب الوطني، كالانغ | سنغافورة        | 2–0     | 3–1     | تصفيات كأس آسيا 2011 |

## روابط خارجية
- مهرزاد معدنجي على موقع الاتحاد الدولي (مؤرشف)  (الإنجليزية)
- مهرزاد معدنجي على موقع الاتحاد الدولي (مؤرشف)  (الإنجليزية)
- مهرزاد معدنجي على موقع قاعدة بيانات كرة القدم.إي يو (الإنجليزية)
- مهرزاد معدنجي على موقع ناشيونال فوتبول تيمز (الإنجليزية)
- مهرزاد معدنجي على موقع عالم كرة القدم.نت (الإنجليزية)